# رابرتس (دهانه)
رابرتس یک دهانه برخوردی در ماه‌ است.

## دهانه‌های اقماری
این دهانه ۵ دهانه اقماری دارد.
| Roberts | عرض جغرافیایی | طول جغرافیایی | قطر          |
| ------- | ------------- | ------------- | ------------ |
| Q       | ۶۸.۹° N       | ۱۷۷.۳° E      | ۱۹.۰ کیلومتر |
| P       | ۶۷.۴° N       | ۱۷۸.۷° E      | ۳۰.۰ کیلومتر |
| R       | ۶۹.۶° N       | ۱۷۸.۴° E      | ۵۹.۰ کیلومتر |
| M       | ۶۸.۲° N       | ۱۷۴.۳° W      | ۴۶.۰ کیلومتر |
| N       | ۶۹.۰° N       | ۱۷۶.۳° W      | ۴۹.۰ کیلومتر |